# Casu martzu
Le casu martzu (aussi appelé en sarde : casu frazigu, casu modde ou casu cundhídu) est un fromage italien de Sardaigne, connu pour être ensemencé par des larves vivantes. En langue sarde, casu martzu signifie « fromage pourri » (formaggio marcio en italien).
On peut aussi le trouver dans sa forme avec asticots vivants sous le nom de casgiu merzu (« fromage pourri » en corse) dans certains villages corses.

## Confection
Sa recette est dérivée du pecorino sardo, mais le casu martzu ne se limite pas à la fermentation classique : il est amené à son stade ultime de fermentation grâce à l'action digestive de larves de mouches du fromage délibérément introduites dans le fromage. Elles y engendrent un niveau avancé de fermentation et brisent les acides gras. La texture du fromage devient alors très molle, et un liquide (appelé « lagrima », larme) s'en écoule. Les larves elles-mêmes apparaissent dans le fromage comme des vers blancs transparents, d'environ 8 mm de long. Lorsqu'elles sont dérangées, les larves peuvent sauter en dehors jusqu'à des distances de 15 cm, d'où les recommandations de protection des yeux pour ceux qui mangent ce fromage.
Le fromage s'affine donc en continu grâce à l'activité des larves. Cependant, pour stopper son évolution, le fromage peut être mis dans une enceinte réfrigérée, cela permet de le nettoyer de ses larves en les endormant.

## Apparence et goût
Il n'est pas obligatoire de manger les asticots, certains les enlèvent et d'autres les gardent au moment de la dégustation.
Traditionnellement, le casu martzu se tartine sur du pain sarde mince et croquant  (appelé pane carasau) et se déguste avec un verre de Cannonau (l’appellation locale du grenache) ou un vin rouge local robuste.
Ce fromage est généralement ouvert par le dessus, à son sommet on découpe une sorte de chapeau puis l’intérieur y est creusé et gratté. Cependant, il peut être coupé en quartier comme n'importe quel fromage.
Son goût est semblable à un vieux fromage de brebis, devenu très fort et piquant, sa saveur est persistante et puissante.
Dans The Wall Street Journal en 2000, Yaroslav Trofimov  décrit le fromage comme « une glu visqueuse et puante qui brûle la langue et peut affecter d'autres parties du corps humain ». Susan Herrmann Loomis rapporte une rencontre :
« Il […] attrapa un morceau de pane carasau, le pain plat traditionnel de Sardaigne, le rinça rapidement sous l'eau pour l'attendrir et alla vers un grand bocal de verre sur un côté de la table. Il ouvrit le bocal, y puisa une motte de quelque chose ressemblant à de la crème épaisse, et replia le pain dessus. […] Lorsqu'il eut terminé, je lui demandai ce qu'il avait mangé, et il alla me le montrer. À l'intérieur du bocal il y avait du pecorino rempli de petits vers blancs. J'avais déjà entendu parler de ce fromage, mais c'était la première fois que je le voyais de près. […] Un ami à lui dit alors, « c'est du formaggio marcio (littéralement du « fromage pourri »), un fromage avec des vers. C'est une friandise. C'est le cadeau le plus beau que vous pouvez offrir à un berger sarde. » »
— Susan Herrmann Loomis, article de Bon Appétit de 2002
Le casu martzu est considéré comme le fromage le plus dangereux du monde selon le Livre Guinness des records.
Voici comment est décrit le fromage dans le guide Extreme Cuisine: Exotic Tastes from Around the World édité par Lonely Planet : « Visqueux et mouvant, le Casu martzu a une parfaite saveur de pourriture et de décomposition avec une note prolongée de vomi. Il brûle. ».

## Risques alimentaires
Il n'y a pas de cas d'intoxications alimentaires officiellement recensés, mais plusieurs problèmes relatifs à la sécurité alimentaire ont été abordés, notamment des risques de myase entérique ou intestinale. En effet, les larves de Piophila casei pourraient transiter vivantes à travers l'estomac et pourraient s'installer un certain temps dans l'intestin, pouvant y causer de sérieuses lésions en essayant de traverser la paroi intestinale. Les symptômes incluraient la nausée, des vomissements, des douleurs abdominales, et des diarrhées sanglantes.
Ceci serait réfuté par le professeur Antonio Farris car, d'après lui, les œufs ne peuvent survivre à cause de la forte acidité de l'estomac. Il pourrait, en théorie, résulter une contamination si l'insecte qui a déposé les œufs avait été en contact avec des produits déjà contaminés auparavant. Dans ce cas, le fromage aurait une couleur caractéristique reconnaissable qui l'écarterait alors de la chaîne de la production. Il précise « Je ne comprends pas comment notre  fromage peut être considéré comme dangereux, qui, s'il est fait correctement, n'a jamais fait de mal à personne ». 
Du fait de ces dangers potentiels, ou simplement parce qu'il est considéré comme un produit contaminé, le casu martzu est interdit de commercialisation dans l'Union européenne. La réglementation est précise : article 5 de la loi 283/1962 et du « paquet hygiène » suivant, c'est-à-dire les règlements CE 852, 853, 854 et 882 de 2004 et 2073 de 2005. 
En Sardaigne cependant, l'application de l'interdiction est sporadique et le fromage est vendu sur le marché noir, à un tarif trois fois plus cher que le pecorino.
Afin d'en conserver la production, la Région Sardaigne a demandé en 2004 l'inclusion dans la liste des 4 006 produits agroalimentaires traditionnels italiens (PAT) : cette reconnaissance certifie que la production est codifiée depuis plus de 25 ans, et permet de demander une dérogation aux réglementations sanitaires et hygiéniques usuelles. 
En 2005, des bergers sardes, en collaboration avec l'Institut agroalimentaire de Sassari, ont essayé de produire légalement ce fromage avec des garanties d'hygiène adéquates. Ils ont chargé l'Institut d'Entomologie Agricole de Sassari de créer un élevage de Piophila casei dans un environnement contrôlé, afin d’obtenir un contrôle total de l’ensemble du processus de production.